# 2011 au Sénégal
Cet article présente les faits marquants de l'année 2011 au Sénégal.

## Évènements
- Jeudi 27 janvier 2011 : les autorités sénégalaises ont interdit à la compagnie aérienne belge Brussels Airlines de continuer ses vols commerciaux entre Dakar et trois autres destinations africaines, Banjul, Conakry et Freetown. Ces liaisons étaient opérées depuis 8 ans dans le cadre de vols combinés, destinés à optimiser le remplissage des avions et faisaient l'objet d'un accord bilatéral. Cette interdiction de vols provoquent des tensions diplomatiques avec la Belgique, qui menace de rappeler son ambassadeur. Cette interdiction serait liée au démarrage cette semaine d'une nouvelle compagnie aérienne sénégalaise, Sénégal Airlines[1].

- Lundi 7 mars 2011 : lancement officiel d'un nouveau magazine en ligne, SlateAfrique.com, sur l'actualité africaine, créé par des journalistes français dont l'ancien directeur du journal Le Monde, Jean-Marie Colombani. Lancé depuis Dakar il veut apporter « une vision africaine de l'Afrique » dans le traitement de l'information grâce à des contributeurs en grande majorité africains. Le site se veut afro-optimiste et d'un « accès libre et gratuit ».

- Samedi 19 mars 2011 : le ministre de la Justice Cheikh Tidiane Sy annonce que plusieurs personnes soupçonnées d'avoir comploté en vue d'un coup d’État ont été arrêtées. Des « commandos » d'opposants avaient planifié de mener plusieurs actions autour de la capitale qui auraient pu provoquer des morts[2].

- Vendredi 1er avril 2011, Dakar : manifestation d'anciens militaires invalides à Ouakam pour « réclamer une revalorisation de leur pension, une meilleure couverture sociale et une réinsertion professionnelle »[3].

- Mercredi 27 avril 2011 : à Dakar, cérémonie de commémoration du souvenir de la traite négrière[4].

### Casamance
- Dimanche 20 février 2011 : deux soldats sénégalais ont été tués lors d'une attaque de rebelles indépendantistes dans un village situé à 75 km au nord de la capitale régionale Ziguinchor[5].

- Vendredi 22 avril 2011 : deux soldats tués et des blessés dans l'explosion d'un véhicule militaire sur une mine antichar à Djifanga (arrondissement de Sindia). Depuis le 27 décembre 2010, 19 soldats sénégalais et 15 rebelles du MDFC ont été tués dans les violences[6].